# Kalenahalli, Krishnarajpet
Kalenahalli là một làng thuộc tehsil Krishnarajpet, huyện Mandya, bang Karnataka, Ấn Độ.